# Nicolò Fìglia
Nicolò Fìglia (ur. 1691, zm. 1769) – włoski duchowny rytu bizantyjskiego, pisarz i folklorysta, także tłumacz fragmentów Biblii na dialekt arbaryjski, z narodowości Arboresz. W 1908 roku wydano zbiór jego wierszy.